# 24 décembre dans les chemins de fer
24 novembre 24 janvier
Chronologies thématiques
- Croisades
- Sports
- Disney

Cette page concerne les événements qui se sont déroulés un 24 décembre dans les chemins de fer.

## Événements

### XXesiècle
- 1914 : en France, ouverture de la station Invalides de la ligne 8 du métro de Paris.
- 1953 : en Nouvelle-Zélande, sur l'Île du Nord, pendant le réveillon de Noël, un lahar détruit le pont franchissant le Whangaehu juste avant le passage d'un train. L'accident fait 151 morts. Les procédures sont modifiées à la suite de cet accident pour que la circulation ferroviaire aux abords du volcan soit suspendue lorsqu'il est actif.